# Knuth Becker
Carl Henrik Knuth Becker (21. januar 1891 i Hjørring – 30. oktober 1974 på Vaar) var en dansk forfatter og godsejer.
Han var søn af proprietær, senere detailhandler, Johan Heinrich Becker (1844-1924) og Sophie Margrethe Henriette Dittmann (1860-1921) og voksede op på Holsteinsminde opdragelsesanstalt.
1916 debuterede han med Digte. Efter yderligere tre digtsamlinger udsendte han romanserien om Kai Gøtsche: Det daglige brød (1932), Verden venter (1934), Uroligt forår (1938-1939), Når toget kører (1944) og Marianne (1956).
Becker modtog i 1961, som den første, Det Danske Akademis Store Pris og i 1971 Herman Bangs Mindelegat. Han modtog Videnskabernes Selskabs Pris 1934 og Holberg-medaljen 1955.
Knuth Becker var far til tegneren Mogens Becker.